# لوئیس آمارانتو پرئا
لوئیس آمارانتو پرئا (اسپانیایی: Luis Amaranto Perea‎؛ زاده ۳۰ ژانویهٔ ۱۹۷۹) یک بازیکن فوتبال اهل کلمبیا است.

## تیم ملی
وی همچنین در تیم ملی فوتبال کلمبیا بازی کرده است.